# Erdwerk im Taitinger Holz
Das kleine Erdwerk im Taitinger Holz ist ein Bodendenkmal in der Gemeinde Dasing im Landkreis Aichach-Friedberg in Schwaben. Die Anlage befindet sich im Taitinger Holz westlich der Ortsverbindungsstraße von Taiting nach Zahling. Es liegt etwa 480 Meter nordöstlich der St.-Lorenz-Kapelle von Latzenhausen am östlichen Rand einer großen Materialgrube.
Es handelt sich um eine Erhebung von 20 Meter Länge, 7 Meter Breite und einem Meter Höhe. Sie ist von einem Graben umgeben, der stellenweise bis zu einer Tiefe von einem Meter erhalten ist. Im Westen gewährt eine schmale Erdrampe Zugang über den Graben. Im näheren Umkreis haben sich einige weitere ähnliche Hügel erhalten.
Eine Begehung oder Untersuchung durch Archäologen steht noch aus. Der Kreisheimatpfleger Hubert Raab interpretiert die Anlage als einen ehemaligen Vogelherd, also einen Platz, auf dem einst Vogelfanggeräte aufgestellt wurden. In unmittelbarer Nähe des Bodendenkmales liegt ein als Grabhügel betrachteter Erdaufwurf, bei dem Raab ebenfalls eine Vogelfalle und Ansitz (Rockerl) eines Vogelfängers sieht. Die ungefähr 1,60 Meter hohe Anschüttung liegt etwa 40 Meter östlich jenseits der Ortsverbindungsstraße.
Raab stützt sich bei seiner Interpretation auf Forschungen Hermann Kerschers (Bayerisches Landesamt für Denkmalpflege, siehe Lit.). Dieser Forscher unterscheidet für Bayern zwei Grundtypen solcher Anlagen. Das Erdwerk im Taitinger Holz entspricht dem Typ 1. Vergleichbare längsovale Vogelherde werden von einem seichten Graben umgeben, sind 10 bis 25 Meter lang und bis zu 10 Meter breit. Ein sehr ähnlicher Vogelherd liegt ostnordöstlich von Appersdorf bei Tiefenbach (Landkreis Landshut) im Gelände. Typ 2 war rechteckig und meist ohne Graben. Der Kupferstecher Michael Wening überlieferte solche Fangplätze auf einigen seiner Stiche. Hier sind auch die Fangnetze und Hecken um die Anlagen dargestellt, auch die Hütten der Vogelfänger (Schloss Anzing, Schloss Haimhausen, Residenz München).
In der Umgebung deuten Flur- und Hausnamen wie Vogelsberg, Vogelfängeracker, Vogelsperre und zum Vogelfänger zusätzlich auf heute verschwundene Vogelherde hin. Die frühere Bedeutung des Vogelfangs in dieser Region wird auch durch die Darstellung eines Engels am Gnadenaltar der Wallfahrtskirche Herrgottsruh im nahen Friedberg dokumentiert. Der Engel hält ein Lerchennetz mit den zugehörigen Stangen in den Händen. Ein ganz ähnlicher längsovaler Vogelherd lässt sich nach Auskunft des Kreisarchivpflegers H. Rischert auch archivalisch etwa 900 Meter westnordwestlich der Kirche von Gallenbach nachweisen. Etwa 2800 Meter nordöstlich der Anlage im Taitinger Holz verzeichnet das Denkmalamt unter der Denkmalnummer D 7-7532-0112 bei Griesbeckerzell einen weiteren neuzeitlichen Vogelherd.
Das Erdwerk im Taitinger Holz wurde als Vogelherd der frühen Neuzeit vom Bayerischen Landesamt für Denkmalpflege in die Denkmalliste eingetragen (Denkmalnummer D 7-7532-0043). Die Anschüttung jenseits der Ortsverbindungsstraße wird weiterhin als Grabhügel gelistet.

## Nachweise
1. ↑  Hubert Raab: Mit dem Kloben vogeln und Vogelherde stellen – Eine kulturgeschichtliche und literarische Abhandlung über den Vogelfang in früheren Zeiten mit besonderer Berücksichtigung des Landkreises Aichach-Friedberg. In: Theo Körner et al.: Altbayern in Schwaben – Jahrbuch für Geschichte und Kultur 2002. Aichach, 2002. ISBN 3-9802017-5-9, S. 76 ff.
2. ↑  Bayerisches Landesamt für Denkmalpflege:   Vogelherd der frühen Neuzeit. (D-7-7532-0043). Abgerufen am 3. Januar 2024.

Koordinaten: 48° 24′ 53,3″ N, 11° 2′ 15,8″ O